# 地球上的生靈
《地球上的生靈》（英語：Earthling）是一部2005年的美國紀錄片，探討人類如何將其他動物當成寵物、食物、服裝、娛樂和科學研究實驗。影片旁白由影星瓦昆·菲尼克斯擔任，配樂則由美國音樂人莫比創作，尚恩·莫森是導演，而負責執行製片的是利普拉‧麥克斯，與越南裔影星Maggie Q聯合製作。以上所有團隊人員皆是純素主義者。此紀錄片的续集《萬物一體》於2015年8月上映。

## 情節
《地球上的生靈》影片中闡述有關寵物店、狗隻繁殖場、以及動物相關行業的運作實況。有些畫面是透過隱藏式攝影機實地拍攝一些從事動物相關營利的大型企業每天例行性的作業實況。 影片中亦將種族主義、性別歧視主義以及物種歧視做平行比較。

## 製作
紀錄片的初始製作是源自該片的編劇、導演暨製作人尚恩·莫森於1999年拍攝洛杉磯地區幾間動物庇護所所拍攝到的鏡頭畫面。莫森原本是為了參加美國攝影學會(PSA)的比賽而去拍攝動物結紮畫面，卻因所見所聞而深深感動，便決定將這些鏡頭畫面變成紀錄片。為了獲得更多這些產業內部的鏡頭畫面而必須面臨許多困難，最後此紀錄片耗時六年才完成。

## 宣傳
瓦昆·菲尼克斯在談論此紀錄片時如此提到:「在所有我曾參與的影片中，這部紀錄片是引起最多人談論的一部。每一位看過 《地球上的生靈》的人，會再將此片訊息傳遞給另外三個人。」哲學家湯姆‧雷根如此評論到：「對那些看過《地球上的生靈》的人，世界已不再相同。 」

## 評價
《地球上的生靈》紀錄片的首映是在2005年的藝術行動者電影節上發表 (Artivist Film Festival)，因此獲得「最佳紀錄片獎」。之後在波士頓國際電影節獲得「最佳內容獎」。同年，在聖地亞哥電影節獲得「最佳紀錄片獎」，而瓦昆·菲尼克斯則因參與此片而獲頒「人道主義獎」。

## 人質劫持事件
2020年7月21日，乌克兰卢茨克一名男子劫持一辆长途巴士和挟持13人，他向烏克蘭总统弗拉基米尔·泽连斯基通電話，提出若總統呼籲烏克蘭全國收看《地球上的生灵》，他將释放人质并投降。泽连斯基答應該男子的要求，在自己的脸书帐户發佈影片，呼吁民众观看《地球上的生灵》，隨後不久，該男子向警方投降。

## 另見
- 动物废奴主义（英语：Abolitionism (animal rights)）
- 動物試驗
- 虐待動物
- 動物權利
- 純素主義
- 动物权利与犹太人大屠杀的比较（英语：Animal rights and the Holocaust）
- 《我们的日用饮食（英语：Our Daily Bread）》
- 《萬物一體（英语：Unity (film)）》
- 《物种歧视论（英语：Speciesism: The Movie）》

## 外部連結
- 官方网站
- 互联网电影数据库（IMDb）上《地球上的生靈》的资料（英文）
- 爛番茄上《地球上的生靈》的資料（英文）